# Auguste Stanislas Lebobe
Auguste Stanislas Lebobe est un homme politique français né le 19 décembre 1790 à Couilly-Pont-aux-Dames (Seine-et-Marne) et décédé le 9 avril 1858 à Couilly.
Entrepreneur en bâtiments à Paris, président du tribunal de commerce de la Seine, il est député de Seine-et-Marne de 1842 à 1846, siégeant dans la majorité soutenant la Monarchie de Juillet.

## Sources
- « Auguste Stanislas Lebobe », dans Adolphe Robert et Gaston Cougny, Dictionnaire des parlementaires français, Edgar Bourloton, 1889-1891 [détail de l’édition]